# Clannad (ban nhạc)
Clannad là ban nhạc Ireland, đến từ Gaoth Dobhair, County Donegal, Ireland.

## Danh sách đĩa nhạc
Album phòng thu:
- 1973 – Clannad (The Pretty Maid)
- 1975 – Clannad 2
- 1976 – Dúlamán
- 1980 – Crann Úll
- 1982 – Fuaim
- 1983 – Magical Ring
- 1984 – Legend
- 1985 – Macalla
- 1987 – Sirius
- 1988 – Atlantic Realm (soundtrack)
- 1989 – The Angel and the Soldier Boy (soundtrack)
- 1990 – Anam (Mỹ: 1992) [Vàng]
- 1993 – Banba [Vàng]
- 1996 – Lore
- 1998 – Landmarks

Video:
- 1989 – Past Present

## Sách
- 1989 – Past Present
- 1991 – A Woman's Voice
- 2000 – Ireland: Landscapes of God's Peace, Máire Brennan
- 2001 – The Other Side of the Rainbow, Máire Brennan with Angela Little
- 2008 – Moments In a Lifetime, Noel Duggan

## Giải thưởng đáng chú ý

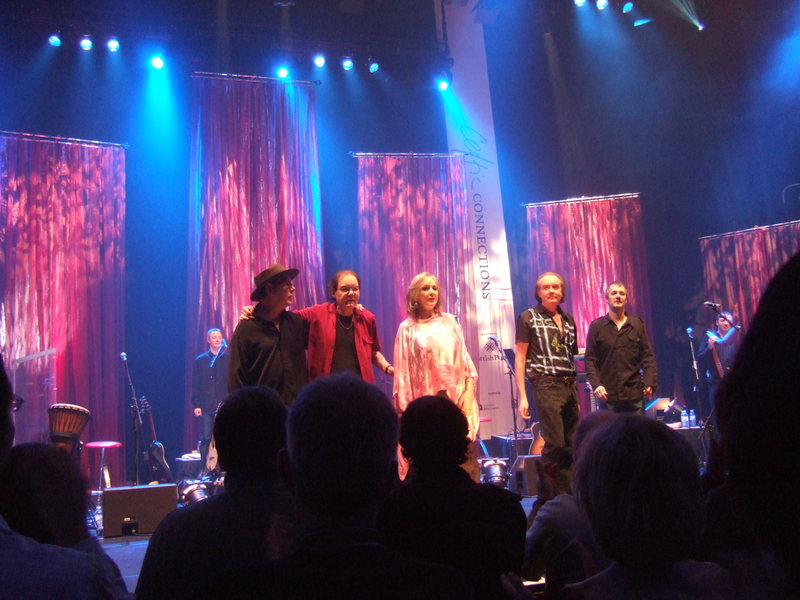
Clannad tái hợp tại lễ hội Celtic Connections ở Glasgow vào 19 tháng 1 năm 2007.

### Nhận giải
1. 1982 – 1982 Ivor Novello Awards, Best Soundtrack cho "Theme From Harry's Game"
2. 1984 – 1984 BAFTA Awards, Best Television Music cho "Robin of Sherwood"
3. 1992 – Billboard Music Award, World Music Song of the Year cho "Rí na Cruinne"
4. 1999 – Giải Grammy năm 1999, Best New Age Album cho "Landmarks"
5. 2007 – Meteor Music Awards, Lifetime Achievement Award

### Đề cử
1. 1982 – 1982 BAFTA Awards, Best Television Music cho "Harry's Game"
2. 1994 – Grammy Awards of 1994, Best New Age Album cho "Banba"
3. 1996 – Grammy Awards of 1996, Best New Age Album cho "Lore"
4. 2009 – Ireland's Music Awards, Best Revival Act